# Енді Нахар
Енді Нахар (ісп. Andy Najar, нар. 16 березня 1993, Чолутека) — гондураський футболіст, півзахисник клубу «Ді Сі Юнайтед» та національної збірної Гондурасу.

## Клубна кар'єра
Народився 16 березня 1993 року в місті Чолутека. Вихованець футбольної школи американського клубу «Ді Сі Юнайтед». Дорослу футбольну кар'єру розпочав 2010 року в основній команді того ж клубу, в якій провів три сезони, взявши участь у 82 матчах чемпіонату.  Більшість часу, проведеного у складі «Ді Сі Юнайтед», був основним гравцем команди.
До складу «Андерлехта» приєднався 2013 року.

## Виступи за збірну
2011 року дебютував в офіційних матчах у складі національної збірної Гондурасу. Наразі провів у формі головної команди країни 38 матчів, забивши 4 голи.
У складі збірної був учасником розіграшу Золотого кубка КОНКАКАФ 2013 року у США.
У складі збірної брав участь у фінальній частині чемпіонату світу 2014 року у Бразилії.